# Андрес Ниньо
Андрес Ниньо (на испански: Andrés Niño) е испански конкистадор и изследовател.

## Ранни години и първи плавания (1475 – 1519)
Роден е около 1475 г. в град Могер, Андалусия, Испания. През 1511 г. заминава за Америка. На 12 юли 1514 г. е назначен за кралски „пилот“ (навигатор) в Испанска Индия. През 1514 – 1515 г. извършва плаване от Испания до залива Дариен. През 1518 г. отново пътува до Испания, за да представи проект за плаване в „Южното море“ (Тихия океан) открито от Васко Нунес де Балбоа и на следващата година му е даден кралски патент за открития.

## Изследователска дейност (1519 – около 1530)
На 13 септември 1519 г. три кораба с 200 души наемници, напускат Испания под водачеството на новия губернатор на Панама Хил Гонзалес Авила, главен навигатор Андрес Ниньо и в началото на 1520 достигат до Панамския провлак. За две години на брега на Панамския залив испанците построяват четири кораба, като от болести измират над стотина войници. През януари 1522 г. корабите отплават на запад начело с Хил Гонзалес Авила. Според дадените му инструкции Ниньо трябва да изследва всеки залив, за да се разбере не е ли проток свързващ Тихия океан с Карибско море. В края на 1522 г. флотилията достига до осеяния с островчета и дълбоко врязващ се в сушата залив Никоя (10° с. ш. 85° з. д. / 10° с. ш. 85° з. д.), където експедицията се разделя – Авила повежда испанците във вътрешността на Никарагуа, а Ниньо продължава с корабите на запад и северозапад.
През 1523 г. заобикаля от юг п-ов Никоя (9°52′ с. ш. 85°10′ з. д. / 9.866667° с. ш. 85.166667° з. д., в западната част на Коста Рика) и открива южното крайбрежие на Централна Америка на северозапад на около 1500 км до залива Теуантепек (16° с. ш. 95° з. д. / 16° с. ш. 95° з. д.). В началото открива залива Папагайо (10°40′ с. ш. 85°45′ з. д. / 10.666667° с. ш. 85.75° з. д.), а след това обширен и прекрасен залив, който назовава Фонсека (13°10′ с. ш. 87°40′ з. д. / 13.166667° с. ш. 87.666667° з. д.) и планинската верига Сиера Мадре де Чиапас (500 км, 4117 м). В средата на 1523 г. Ниньо прибира пооределите отряди на Авила в залива Никоя и флотилията се завръща в Панама.
Около 1530 г. опитвайки се да плава нагоре по река Ульоа в Салвадор е убит от индианците.